# محمد صالحی (داور فوتبال)
محمد صالحی از داوران معروف تاریخ فوتبال ایران است که در دهه ۵۰ و ۶۰ قضاوت می‌کرد و جزو داوران بین‌المللی و خوشنام ایران بود که بازی‌های مهمی را سوت زده‌است. محمد صالحی قضاوت‌هایی را هم در کشورهای اروپای شرقی و اروپای غربی بویژه آلمان و انگلیس عهده‌دار بوده‌است
این داور فوتبال در تاریخ ۲۳ آذر ۱۳۹۶ در سن ۸۱ سالگی به علت بیماری درگذشت.
این داور هفت بار در تیم داوری بازی مهم شهرآورد تهران بوده‌است پنج بار به عنوان داور و دو بار به عنوان کمک داور.
اولین بار در تاریخ ۲۷ اسفند ۱۳۵۴ داور دربی شماره ۱۸ بوده‌است. صالحی چهار بار دیگر در دربی‌های شماره ۲۳ و ۲۴ و ۲۵ و ۲۹ این بازی بزرگ را سوت زده‌است. نکته جالب توجه اینکه دو تیم استقلال و پرسپولیس طی پنج بازی که داورش صالحی بوده‌است به تساوی رضایت داده‌اند. و در دو بازی که کمک داور بوده‌است تیم تاج تهران برنده دربی شده‌است
صالحی در دربی‌های شماره ۱۱ و ۵ کمک داور بازی بوده‌است
صالحی با پنج بار قضاوت بازی شهرآورد تهران پس از ۷ قضاوت محسن ترکی و ۶ قضاوت علیرضا فغانی در رده سوم داوران از نظر تعداد قضاوت دربی قرار دارد

## شهرآورد تهران
محمد صالحی هفت بار در تیم داوری بازی مهم شهرآورد تهران بوده‌است. پنج بار به عنوان داور و دو بار به عنوان کمک داور.
| پنج بازی که داور وسط بوده است |                |                        |                                                       |
| دربی                          | تاریخ          | نتیجه بازی             | گروه داوری                                            |
| شماره ۱۸                      | ۲۷ اسفند ۱۳۵۴  | پرسپولیس ۱ - استقلال ۱ | محمد صالحی -- منوچهر نظری—محمد ریاحی                  |
| شماره ۲۳                      | ۱۳ تیر ۱۳۵۹    | پرسپولیس ۰ - استقلال ۰ | محمد صالحی -- بهرام رضوی—بهمن بهلولی                  |
| شماره ۲۴                      | ۱۶ مهر ۱۳۶۰    | پرسپولیس ۰ - استقلال ۰ | محمد صالحی -- هادی دزفولی—بهرام رضوی                  |
| شماره ۲۵                      | ۱۷ دی ۱۳۶۱     | پرسپولیس ۱ - استقلال ۱ | محمد صالحی -- هادی دزفولی—حمید خوشخوان                |
| شماره ۲۹                      | ۱۸ شهریور ۱۳۶۷ | پرسپولیس ۱ - استقلال ۱ | محمد صالحی -- محمد فنایی—مهدی انوری                   |
| دو بازی که داور وسط بوده است  |                |                        |                                                       |
| دربی                          | تاریخ          | نتیجه بازی             | گروه داوری                                            |
| شماره ۵                       | ۳ مهر ۱۳۴۹     | استقلال ۳ - پرسپولیس ۲ | ارتو طغرل دیلک (ترکیه) -- عباس مقدس‌زاده -- محمد صالحی |
| شماره ۱۱                      | ۲۵ خرداد ۱۳۵۲  | استقلال ۱ - پرسپولیس ۰ | داوود حیدری—حسین سلیم آبادی -- محمد صالحی             |

منبع